# Saccoloma nigrescens
Saccoloma nigrescens är en ormbunkeart som först beskrevs av Georg Heinrich Mettenius, och fick sitt nu gällande namn av Georg Friedrich Kaulfuss. Saccoloma nigrescens ingår i släktet Saccoloma och familjen Saccolomataceae. Inga underarter finns listade.